# Graham Martin
Graham Martin (né le 22 septembre 1912 à Mars Hill, Caroline du Nord mort le 13 mars 1990) est un diplomate américain. Il est le dernier ambassadeur des États-Unis au Sud Vietnam.

## Biographie
Après des études dans les années 1930 à l'université de Wake Forest il est pendant la Seconde Guerre mondiale officier du renseignement militaire et se trouvait sur le navire USS Missouri lors de la capitulation du Japon en 1945.
De 1947 à 1945 il officie à l'ambassade américaine à Paris. En 1960 il est nommé par le général Eisenhower délégué des États-Unis au bureau européen de l'ONU à Genève. Le 10 septembre 1963 il est nommé ambassadeur des États-Unis en Thaïlande poste qu'il conserve jusqu'en 1967. D'octobre 1969 à février 1973 il est ambassadeur des États-Unis en Italie.
Le 21 juin 1973 il est nommé ambassadeur au Sud Vietnam à Saïgon. Ses rapports optimistes adressés à la Maison Blanche sur la situation à Saïgon ont sérieusement retardé les préparatifs d'évacuation du personnel de l'ambassade américaine. Le matin du 30 avril 1975 pendant la Chute de Saïgon alors que les troupes communistes nord-vietnamiennes ont pénétré dans la ville, il est évacué par hélicoptère.
Graham Martin meurt en mars 1990.

## Source
- (en) Cet article est partiellement ou en totalité issu de l’article de Wikipédia en anglais intitulé « Graham Martin » (voir la liste des auteurs).